# روش ورودی

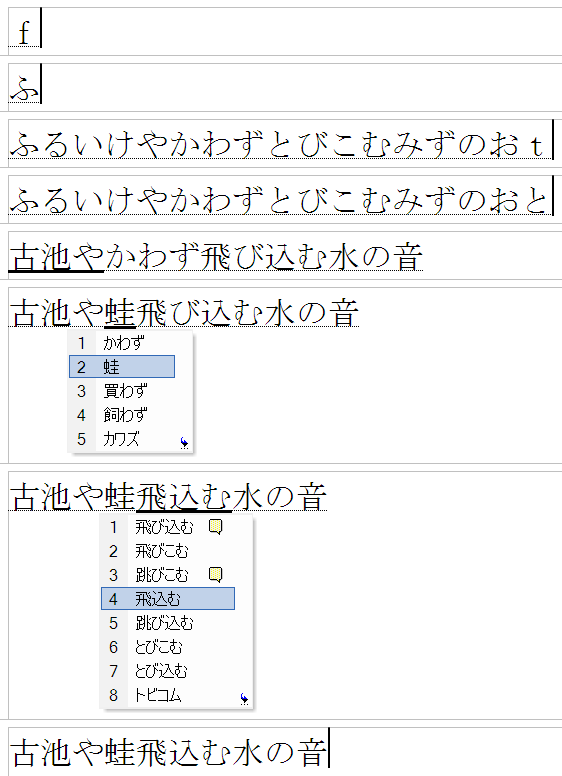
کارکرد نوعی IME (ویرایشگر روش ورودی) ژاپنی بر پایه روماجی

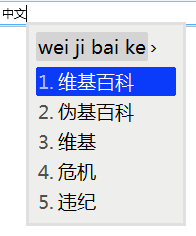
کارکرد IME (ویرایشگر روش ورودی) بر پایه پین‌یین چینی

یک روش ورودی (یا ویرایشگر روش ورودی، معمولاً به صورت مختصر IME) بخشی از سیستم عامل یا برنامه‌ای است که اجازه می‌دهد تا هر گونه اطلاعات از قبیل فشار دادن کلیدی بر روی صفحه‌کلید (keystroke یا keyboard stroke) و یا جابه‌جایی ماوس را به عنوان ورودی دریافت کرد. در این روش کاربران می توانند حروف و نمادهایی که بر روی خود دستگاه های ورودیشان نیست را وارد کنند. بکاربردن یک روش ورودی  برای هر زبان که نویسه‌های بیشتری از نویسه‌های موجود روی صفحه‌کلید دارد واجب است.
برای مثال، در رایانه، یک کاربر صفحه‌کلید لاتین می‌تواند نویسه‌ها و حروف چینی، ژاپنی، کره‌ای و براهمایی را وارد کند. در بسیاری از دستگاه‌های دستی از جمله تلفن‌های همراه، از یک صفحه‌شماره تلفنی برای وارد کردن الفبای لاتین یا هر زبان دیگری یا یک صفحه‌نمایش لمسی برای وارد کردن نوشته مورد نظر استفاده می‌شود. در برخی از سیستم عامل‌ها یک روش ورودی نیز برای تعیین رفتار کلیدهای بی‌استفاده به‌کار می‌رود.

## پیاده سازی
اگرچه در ابتدا برای محاسبهٔ CJK (چینی، ژاپنی و کره‌ای) ساخته شد، اما امروزه نیز گاهی در اصطلاح برای اشاره به پشتیبانی ورودی نرم‌افزار از هر زبانی استفاده می‌شود.در ویندوز ایکس پی و یا بالاتر، روش ورودی و یا IME که نام دیگر آن است، پردازشگر ورودی متن، توسط رابط برنامه‌نویسی کاربردی چارچوب خدمات متنی اجرا می‌شود.

### فنون مرتبط
- کد دگرساز
- جانمایی صفحه‌کلید به‌ویژه کلیدهای بی‌استفاده